# FA Cup 2016-17
La FA Cup 2016-17 (también conocida como FA Challenge Cup) fue la 136.ª edición del más antiguo torneo de fútbol reconocido en el mundo. Es patrocinado por Emirates, y conocido como Emirates FA Cup por fines de patrocinio. 736 clubes fueron aceptados en el torneo, y comenzó con la Ronda Extra Preliminar el 6 de agosto de 2016 y concluyó con la final el 27 de mayo de 2017. El ganador se clasificó para la Fase de grupos de la Liga Europa de la UEFA 2017-18.
El Arsenal se coronó campeón tras derrotar por 2 goles a 1 al Chelsea en la final disputada en el estadio de Wembley en Londres. Con el triunfo, el club obtuvo su título número 13 en la competición.
Esta edición de la FA Cup fue la primera en la que los partidos de cuartos de final se jugaron a un resultado en el día, en lugar de ser objeto de repetición en caso de empate.

## Calendario
| Ronda                        | Fecha de juego   | N.º de partidos | Clubes | Nuevos participantes | Ligas de nuevos participantes                                                              |
| ---------------------------- | ---------------- | --------------- | ------ | -------------------- | ------------------------------------------------------------------------------------------ |
| Ronda extra preliminar       | 8 de julio       | 184             | 368    | 368                  | Niveles 9 y 10 del Sistema de ligas de fútbol de Inglaterra                                |
| Ronda preliminar             | 8 de julio       | 160             | 320    | 136                  | Nivel 8 del Sistema de ligas de fútbol de Inglaterra                                       |
| Primera ronda clasificatoria | 15 de agosto     | 116             | 232    | 72                   | Nivel 7 del Sistema de ligas de fútbol de Inglaterra                                       |
| Segunda ronda clasificatoria | 5 de septiembre  | 80              | 160    | 44                   | Nivel 6 del Sistema de ligas de fútbol de Inglaterra (Conference North y Conference South) |
| Tercera ronda clasificatoria | 19 de septiembre | 40              | 80     | Ninguno              | -                                                                                          |
| Cuarta ronda clasificatoria  | 3 de octubre     | 32              | 64     | 24                   | Nivel 5 del Sistema de ligas de fútbol de Inglaterra (Conference National)                 |
| Quinta ronda clasificatoria  | 17 de octubre    | 40              | 80     | 48                   | Football League One y Football League Two                                                  |
| Sexta ronda clasificatoria   |                  | 20              | 40     | Ninguno              | -                                                                                          |
| Treintaidosavos de final     |                  | 32              | 64     | 44                   | Premier League y Football League Championship                                              |
| Dieciseisavos de final       |                  | 16              | 32     | Ninguno              | -                                                                                          |
| Octavos de final             |                  | 8               | 16     | Ninguno              | -                                                                                          |
| Cuartos de final             |                  | 4               | 8      | Ninguno              | -                                                                                          |
| Semifinal                    |                  | 2               | 4      | Ninguno              | -                                                                                          |
| Final                        |                  | 1               | 2      | Ninguno              | -                                                                                          |

## Premios por Ronda
| Ronda                                      | Número de clubes a recibir fondos | Fondo de premios por club |
| ------------------------------------------ | --------------------------------- | ------------------------- |
| Ganador de la Ronda extra preliminar       | 184                               | £1,500                    |
| Ganador de la Ronda preliminar             | 160                               | £1,925                    |
| Ganador de la Primera ronda clasificatoria | 116                               | £3,000                    |
| Ganador de la Segunda ronda clasificatoria | 80                                | £4,500                    |
| Ganador de la Tercera ronda clasificatoria | 40                                | £7,500                    |
| Ganador de la Cuarta ronda clasificatoria  | 32                                | £12,500                   |
| Ganador de la Primera Ronda                | 40                                | £18,000                   |
| Ganador de la Segunda Ronda                | 20                                | £27,000                   |
| Ganador de la Tercera Ronda                | 32                                | £67,500                   |
| Ganador de la Cuarta Ronda                 | 16                                | £90,000                   |
| Ganador de la Quinta Ronda                 | 8                                 | £180,000                  |
| Ganador de la Sexta Ronda                  | 4                                 | £360,000                  |
| Semifinal Perdedor                         | 2                                 | £450,000                  |
| Semifinal Ganador                          | 2                                 | £900,000                  |
| Final Subcampeón                           | 1                                 | £900,000                  |
| Final Campeón                              | 1                                 | £1,800,000                |
| Total                                      |                                   | £15,132,000               |

## Rondas clasificatorias
Todos los clubes participantes que no participan en Premier League o Football League debieron participar de las rondas clasificatorias para disputar la Primera Ronda.

## Primera Ronda
Se clasificaron a la Primera Ronda los 32 clasificados de la Cuarta ronda clasificatoria y los 48 clubes de la Football League One y la Football League Two. Los equipos subrayados pasaron a la siguiente ronda.
| 4 de noviembre de 2016 | (3) Millwall                       | 1 - 0   | Southend United (3) | The Den, Londres                                          |                                                           |
|                        | Mahlon Romeo 88' David Worrall 88' | Reporte |                     | Asistencia: 4502 espectadores Árbitro(s): James Linington | Asistencia: 4502 espectadores Árbitro(s): James Linington |

| 4 de noviembre de 2016 | (5) Eastleigh                       | 1 - 1   | Swindon Town (3)           | Silverlake Stadium, Eastleigh                             |                                                           |
|                        | Mikael Mandron 64' Jake Howells 64' | Reporte | Michael Doughty 69' (pen.) | Asistencia: 3312 espectadores Árbitro(s): Oliver Langford | Asistencia: 3312 espectadores Árbitro(s): Oliver Langford |

| 5 de noviembre de 2016 | (4) Crawley Town                      | 1 - 1   | Bristol Rovers (3)              | Checkatrade.com Stadium, Crawley                         |                                                          |
|                        | Billy Clifford 35' Bobson Bawling 35' | Reporte | Lee Brown 15' Hiram Boateng 15' | Asistencia: 2281 espectadores Árbitro(s): Darren Deadman | Asistencia: 2281 espectadores Árbitro(s): Darren Deadman |

| 5 de noviembre de 2016 | (8) Merstham | 0 - 5   | Oxford United (3) | Moatside Stadium, Surrey                              |                                                       |
|                        |              | Reporte | Alexander MacDonald 12' · Josh Ruffles 45' Marvin Johnson 45' · Kane Hemmings 62' 90' Josh Ruffles 62' · Tyler Roberts 63' Alexander MacDonald 63' | Asistencia: 1920 espectadores Árbitro(s): John Brooks | Asistencia: 1920 espectadores Árbitro(s): John Brooks |

| 5 de noviembre de 2016 | (5) Dagenham & Redbridge | 0 - 0   | Halifax Town (6) | Chigwell Construction Stadium, Barking y Dagenham   |                                                     |
|                        |                          | Reporte |                  | Asistencia: 1387 espectadores Árbitro(s): Neil Hair | Asistencia: 1387 espectadores Árbitro(s): Neil Hair |

| 5 de noviembre de 2016 | (3) Bury                                              | 2 - 2   | Wimbledon (3)                                                      | Gigg Lane, Bury                                          |                                                          |
|                        | Hallam Hope 27' 29' James Vaughan 27' Zeli Ismail 29' | Reporte | Lyle Taylor 61' Jake Reeves 61' · Tom Elliott 67' Dean Parrett 67' | Asistencia: 2346 espectadores Árbitro(s): Jeremy Simpson | Asistencia: 2346 espectadores Árbitro(s): Jeremy Simpson |

| 5 de noviembre de 2016 | (4) Yeovil Town                             | 2 - 2   | Solihull Moors (5)                | Huish Park Stadium, Yeovil                           |                                                      |
|                        | Ryan Hedges 8' · Otis Jan Mohammed Khan 52' | Reporte | Jack Byrne 57' 63' Andy Brown 57' | Asistencia: 2118 espectadores Árbitro(s): David Rock | Asistencia: 2118 espectadores Árbitro(s): David Rock |

| 5 de noviembre de 2016 | (6) Stockport County              | 2 - 4   | Woking (5) | Edgeley Park, Stockport                                  |                                                          |
|                        | Jimmy Ball 9' 45' Danny Lloyd 45' | Reporte | Joey Jones 18' Frankie Sutherland 18' · Gozie Ugwu 32' 59' Nathan Ralph 32' Charlie Carter 59' · Fabio Saraiva 90+2' | Asistencia: 4025 espectadores Árbitro(s): Thomas Bramall | Asistencia: 4025 espectadores Árbitro(s): Thomas Bramall |

| 5 de noviembre de 2016 | (6) Dartford                                                | 3 - 6   | Sutton United (5) | Princes Park, Dartford                                   |                                                          |
|                        | Elliot Bradbrook 5' 17' (pen.) · Duane Ofori-Acheampong 51' | Reporte | Craig Eastmond 1' · Roarie Deacon 15' 71' Ross Stearn 15' Dan Fitchett 71' · Maxime Biamou Ngapmou Yoke 23' Craig Eastmond 23' · Ross Stearn 58' 90+4' Christopher Dickson 90+4' | Asistencia: 1689 espectadores Árbitro(s): Samuel Allison | Asistencia: 1689 espectadores Árbitro(s): Samuel Allison |

| 5 de noviembre de 2016 | (3) Walsall | 0 - 1   | Macclesfield Town (5) | The Banks's Stadium, Walsall                             |                                                          |
|                        |             | Reporte | John McCombe 23'      | Asistencia: 2334 espectadores Árbitro(s): Brett Huxtable | Asistencia: 2334 espectadores Árbitro(s): Brett Huxtable |

| 5 de noviembre de 2016 | (3) Port Vale                       | 1 - 0   | Stevenage (4) | Vale Park, Burslem                                     |                                                        |
|                        | Remie Streete 38' Jerome Thomas 38' | Reporte |               | Asistencia: 3093 espectadores Árbitro(s): Mark Haywood | Asistencia: 3093 espectadores Árbitro(s): Mark Haywood |

| 5 de noviembre de 2016 | (3) Northampton Town | 6 - 0   | Harrow Borough (7) | Sixfields Stadium, Northampton                       |                                                      |
|                        | Paul Anderson 6' · Marc Richards 11' 54'Buchanan 11'John-Joe O'Toole 54' · John-Joe O'Toole 70' Matthew Taylor 70' · Matthew Taylor 82' · Jonathan Hooper 90+2' Alex Revell 90+2' | Reporte |                    | Asistencia: 3406 espectadores Árbitro(s): Ross Joyce | Asistencia: 3406 espectadores Árbitro(s): Ross Joyce |

| 5 de noviembre de 2016 | (4) Cambridge United | 1 - 1   | Dover Athletic (5) | The R Costings Abbey Stadium, Cambridge                 |                                                         |
|                        | Piero Mingoia 38'    | Reporte | Ricky Miller 82'   | Asistencia: 2620 espectadores Árbitro(s): Nick Kinseley | Asistencia: 2620 espectadores Árbitro(s): Nick Kinseley |

| 5 de noviembre de 2016 | (9) Westfields        | 1 - 1   | Curzon Ashton (6) | allpay.park, Hereford |                       |
|                        | Craig Jones 9' (pen.) | Reporte | Adam Morgan 81'   | Árbitro(s): Tom Nield | Árbitro(s): Tom Nield |

| 5 de noviembre de 2016 | (3) Milton Keynes Dons                                                                                          | 3 - 2   | Spennymoor Town (7)                               | Stadium MK, Milton Keynes                                        |                                                                  |
|                        | Ben Reeves 8' George Benjamin Williams 8' · Brandon Thomas-Asante 12' · Kieran Ricardo Agard 14' Ben Reeves 14' | Reporte | Tait Joe 19' Shane Henry 19' · Andrew Johnson 84' | Asistencia: 4099 espectadores Árbitro(s): Constantine Hatzidakis | Asistencia: 4099 espectadores Árbitro(s): Constantine Hatzidakis |

| 5 de noviembre de 2016 | (3) Gillingham                                     | 2 - 2   | Brackley Town (6)                                   | MEMS Priestfield Stadium, Gillingham                     |                                                          |
|                        | Frank Nouble 28' 45' Jay Aston Emmanuel-Thomas 45' | Reporte | Alex Gudger 13' Glenn Walker 13' · James Armson 27' | Asistencia: 2410 espectadores Árbitro(s): Brendan Malone | Asistencia: 2410 espectadores Árbitro(s): Brendan Malone |

| 5 de noviembre de 2016 | (4) Portsmouth                    | 1 - 2   | Wycombe Wanderers (4)                                         | Fratton Park, Portsmouth                             |                                                      |
|                        | Gareth Evans 47' Enda Stevens 47' | Reporte | Paris Cowan Hall 27' · Adebayo Akinfenwa 84' Dominic Gape 84' | Asistencia: 8130 espectadores Árbitro(s): Gavin Ward | Asistencia: 8130 espectadores Árbitro(s): Gavin Ward |

| 5 de noviembre de 2016 | (4) Mansfield Town                        | 1 - 2   | Plymouth Argyle (4)                             | One Call Stadium, Mansfield                               |                                                           |
|                        | Ashley Josiah Hemmings 58' Matt Green 58' | Reporte | Jordan Slew 14' · David Fox 80' Jordan Slew 80' | Asistencia: 2318 espectadores Árbitro(s): Dean Whitestone | Asistencia: 2318 espectadores Árbitro(s): Dean Whitestone |

| 5 de noviembre de 2016 | (5) Braintree Town | 7 - 0   | Eastbourne Borough (6) | The Amlin Stadium, Essex                              |                                                       |
|                        | Monty Mark Patterson 6' · George Elokobi 11' 83' Monty Mark Patterson 11' · Oliver Muldoon 21' · Lee Barnard 68' 74' (pen.) · Simeon Akinola 88' | Reporte |                        | Asistencia: 645 espectadores Árbitro(s): Stephen Ross | Asistencia: 645 espectadores Árbitro(s): Stephen Ross |

| 5 de noviembre de 2016 | (3) Bolton Wanderers             | 1 - 0   | Grimsby Town (4) | Estadio Macron, Bolton                                  |                                                         |
|                        | Liam Trotter 20' Zach Clough 20' | Reporte |                  | Asistencia: 6649 espectadores Árbitro(s): Trevor Kettle | Asistencia: 6649 espectadores Árbitro(s): Trevor Kettle |

| 5 de noviembre de 2016 | (3) Bradford City                      | 1 - 2   | Accrington Stanley (4)                                                   | The Coral Windows Stadium, Bradford                        |                                                            |
|                        | Matthew Kilgallon 72' Billy Clarke 72' | Reporte | Romuald Boco 30' Sean McConville 30' · Jordan Clark 80' Romuald Boco 80' | Asistencia: 4985 espectadores Árbitro(s): Graham Salisbury | Asistencia: 4985 espectadores Árbitro(s): Graham Salisbury |

| 5 de noviembre de 2016 | (3) Oldham Athletic                                                  | 2 - 1   | Doncaster Rovers (4)         | Boundary Park, Oldham                                |                                                      |
|                        | Ryan Flynn 45+1' Peter Clarke 45+1' · Billy McKay 53' Ryan Flynn 53' | Reporte | Liam Mandeville 90+4' (pen.) | Asistencia: 2984 espectadores Árbitro(s): David Webb | Asistencia: 2984 espectadores Árbitro(s): David Webb |

| 5 de noviembre de 2016 | (3) Shrewsbury Town                                                                                | 3 - 0   | Barnet (4) | Greenhous Meadow, Shrewsbury                        |                                                     |
|                        | Matthew Sadler 27' · Ajay Leitch-Smith 32' Ivan Toney 32' · Jack Grimmer 57' Ajay Leitch-Smith 57' | Reporte |            | Asistencia: 3120 espectadores Árbitro(s): Ben Toner | Asistencia: 3120 espectadores Árbitro(s): Ben Toner |

| 5 de noviembre de 2016 | (6) Whitehawk    | 1 - 1   | Stourbridge (7) | The Enclosed Ground, Brighton                        |                                                      |
|                        | Glen Southam 12' | Reporte | Dan Scarr 52'   | Asistencia: 767 espectadores Árbitro(s): Rob Whitton | Asistencia: 767 espectadores Árbitro(s): Rob Whitton |

| 5 de noviembre de 2016 | (4) Colchester United | 1 - 2   | Chesterfield (3)                                                       | Weston Homes Community Stadium, Colchester            |                                                       |
|                        | Tarique Fosu 46'      | Reporte | James O'Shea 23' Kristian Dennis 23' · Ched Evans 50' Tom Anderson 50' | Asistencia: 1840 espectadores Árbitro(s): Lee Probert | Asistencia: 1840 espectadores Árbitro(s): Lee Probert |

| 5 de noviembre de 2016 | (5) Lincoln City                                                         | 2 - 1   | Altrincham (6)                  | Sincil Bank Stadium, Lincoln                            |                                                         |
|                        | Sean Raggett 21' Samuel Habergham 21' · Alan Power 59' Nathan Arnold 59' | Reporte | John Cyrus 75' James Lawrie 75' | Asistencia: 3529 espectadores Árbitro(s): Steve Rushton | Asistencia: 3529 espectadores Árbitro(s): Steve Rushton |

| 5 de noviembre de 2016 | (4) Exeter City       | 1 - 3   | Luton Town (4)                                                                            | St. James' Park, Exeter                              |                                                      |
|                        | Reuben James Reid 39' | Reporte | Danny Hylton 11' (pen.) · Glen Rea 71' Pelly Ruddock Mpanzu 71' · Danny Hylton 86' (pen.) | Asistencia: 2972 espectadores Árbitro(s): John Busby | Asistencia: 2972 espectadores Árbitro(s): John Busby |

| 5 de noviembre de 2016 | (3) Charlton Athletic                                                                | 3 - 1   | Scunthorpe United (3)          | The Valley, Londres                                       |                                                           |
|                        | Ademola Lookman 34' · Johnnie Jackson 40' · Ademola Lookman 83' Fredrik Ulvestad 83' | Reporte | Tom Hopper 52' Josh Morris 52' | Asistencia: 4123 espectadores Árbitro(s): Chris Sarginson | Asistencia: 4123 espectadores Árbitro(s): Chris Sarginson |

| 5 de noviembre de 2016 | (4) Cheltenham Town | 1 - 1   | Crewe Alexandra (4)               | LCI Rail Stadium, Cheltenham                                |                                                             |
|                        | Billy Waters 58'    | Reporte | James Jones 73' George Cooper 73' | Asistencia: 2880 espectadores Árbitro(s): Michael Salisbury | Asistencia: 2880 espectadores Árbitro(s): Michael Salisbury |

| 5 de noviembre de 2016 | (3) Peterborough United                                                                 | 2 - 1   | Chesham United (7) | ABAX Stadium, Peterborough                               |                                                          |
|                        | Shaquile Coulthirst 40' Marcus Maddison 40' · Shaquile Coulthirst 70' Michael Smith 70' | Reporte | Ryan Blake 80'     | Asistencia: 4328 espectadores Árbitro(s): Darren Handley | Asistencia: 4328 espectadores Árbitro(s): Darren Handley |

| 6 de noviembre de 2016 | (3) Sheffield United | 6 - 0   | Leyton Orient (4) | Bramall Lane, Sheffield                                |                                                        |
|                        | Chris Basham 22' John Fleck 22' · Steven Scougall 39' Chris Basham 39' · Kieron Freeman 45' · H.Chapman 54' 69' 90+2' P.Coutts 54' D.Brooks 69' | Reporte |                   | Asistencia: 6099 espectadores Árbitro(s): Nigel Miller | Asistencia: 6099 espectadores Árbitro(s): Nigel Miller |

| 6 de noviembre de 2016 | (8) Taunton Town                                        | 2 - 2   | Barrow (5)                                     | Wordsworth Drive, Taunton                             |                                                       |
|                        | Matthew Wright 14' Ryan Batley 14' · Matthew Villis 37' | Reporte | Byron Harrison 35' (pen.) · Richie Bennett 43' | Asistencia: 2297 espectadores Árbitro(s): Craig Hicks | Asistencia: 2297 espectadores Árbitro(s): Craig Hicks |

| 6 de noviembre de 2016 | (6) Alfreton Town | 1 - 1   | Newport County (4)              | The Impact Arena, Derbyshire                             |                                                          |
|                        | Terry Kennedy 74' | Reporte | Joshn Sheehan 65' Sean Rigg 65' | Asistencia: 1109 espectadores Árbitro(s): Graham Horwood | Asistencia: 1109 espectadores Árbitro(s): Graham Horwood |

| 6 de noviembre de 2016 | (5) Maidstone United        | 1 - 1   | Rochdale (3)       | Gallagher Stadium, Maidstone                                 |                                                              |
|                        | Bobby-Joe Taylor 21' (pen.) | Reporte | Callum Camps 90+4' | Asistencia: 2227 espectadores Árbitro(s): Charles Breakspear | Asistencia: 2227 espectadores Árbitro(s): Charles Breakspear |

| 6 de noviembre de 2016 | (6) St. Albans City                                                                          | 3 - 5   | Carlisle United (4) | Clarence Park, St. Albans                              |                                                        |
|                        | Junior Morias 4' 65' Lee Chappell 4' Scott Thomas 65' · Louie Theophanous 86' Sam Merson 86' | Reporte | Bobby-Joe Taylor 20' (pen.) · Jason Kennedy 57' Nicky Adams 57' · Jabo Ibehre 71' 81' Mike Jones 71' Danny Grainger 81' · Reggie Lambe 83' | Asistencia: 3473 espectadores Árbitro(s): Simon Hooper | Asistencia: 3473 espectadores Árbitro(s): Simon Hooper |

| 6 de noviembre de 2016 | (5) Boreham Wood                                                                             | 2 - 2   | Notts County (4)                         | Meadow Park, Borehamwood                               |                                                        |
|                        | Morgan Ferrier 31' Ángelo Balanta 31' · Ángelo Balanta 50' Bruno Miguel Carvalho Andrade 50' | Reporte | Adam Campbell 60' 83' Carl Dickinson 60' | Asistencia: 1201 espectadores Árbitro(s): Mark Heywood | Asistencia: 1201 espectadores Árbitro(s): Mark Heywood |

| 6 de noviembre de 2016 | (4) Hartlepool United                                                                  | 3 - 0   | Stamford (8) | Victoria Park, Hartlepool                                   |                                                             |
|                        | Nicky Deverdics 65' · Delroy Gordon 82' (a.g.) · Billy Paynter 85' Nicky Deverdics 85' | Reporte |              | Asistencia: 2461 espectadores Árbitro(s): Anthony Backhouse | Asistencia: 2461 espectadores Árbitro(s): Anthony Backhouse |

| 6 de noviembre de 2016 | (4) Morecambe                      | 1 - 1   | Coventry City (3)                 | Globe Arena, Lancashire                               |                                                       |
|                        | Dean Winnard 59' Cole Stockton 59' | Reporte | Jamie Sterry 72' Andre Wright 72' | Asistencia: 1732 espectadores Árbitro(s): Andy Haines | Asistencia: 1732 espectadores Árbitro(s): Andy Haines |

| 6 de noviembre de 2016 | (4) Blackpool                                      | 2 - 0   | Kidderminster Harriers (6) | Bloomfield Road, Blackpool                |                                           |
|                        | Jamille Matt 27' Kyle Vassell 27' · Brad Potts 37' | Reporte |                            | Asistencia: 1963 espectadores Árbitro(s): | Asistencia: 1963 espectadores Árbitro(s): |

| 7 de noviembre de 2016 | (5) Southport | 0 - 0   | Fleetwood Town (3) | Haig Avenue, Southport                                   |                                                          |
|                        |               | Reporte |                    | Asistencia: 2265 espectadores Árbitro(s): Darren England | Asistencia: 2265 espectadores Árbitro(s): Darren England |

Replays
| 14 de noviembre de 2016 | (6) Curzon Ashton                                      | 3 - 1   | Westfields (9)                     | Tameside Stadium, Lancashire                                |                                                             |
|                         | Adam Morgan 23' 34' Luke Clark 34' · Niall Cummins 70' | Reporte | Nick Harrhy 90+3' Ben Miller 90+3' | Asistencia: 1075 espectadores Árbitro(s): Anthony Backhouse | Asistencia: 1075 espectadores Árbitro(s): Anthony Backhouse |

| 14 de noviembre de 2016 | (7) Stourbridge                      | 3 - 0   | Whitehawk (6) | War Memorial Athletic Ground, West Midlands         |                                                     |
|                         | Chris Lait 51' · Luke Benbow 60' 76' | Reporte |               | Asistencia: 1993 espectadores Árbitro(s): Tom Nield | Asistencia: 1993 espectadores Árbitro(s): Tom Nield |

| 15 de noviembre de 2016 | (6) Halifax Town                                    | 2 - 1   | Dagenham & Redbridge (5)                  | The Shay Stadium, Halifax                                |                                                          |
|                         | Tom Denton 35' · Matthew Kosylo 90' David Lynch 90' | Reporte | Corey Whitely 73' Jordan Maguire-Drew 73' | Asistencia: 1465 espectadores Árbitro(s): Thomas Bramall | Asistencia: 1465 espectadores Árbitro(s): Thomas Bramall |

| 15 de noviembre de 2016 | (5) Solihull Moors                                            | 1 - 1 (pró.) (4 - 2 p.)    | Yeovil Town (4)                                                 | Damson Park, Solihull                                  |                                                        |
|                         | Akwasi Asante 99' (pen.)                                      | Reporte                    | François Zoko 93'                                               | Asistencia: 1460 espectadores Árbitro(s): Carl Boyeson | Asistencia: 1460 espectadores Árbitro(s): Carl Boyeson |
|                         |                                                               | Tiros desde el punto penal |                                                                 |                                                        |                                                        |
|                         | Jack Byrne · Eddie Jones · Jordi Gough · Omari Sterling-James |                            | Ryan Dickson · Kevin Patrick Dawson · Tom Eaves · François Zoko |                                                        |                                                        |

| 15 de noviembre de 2016 | (3) Wimbledon | 5 - 0   | Bury (3) | Kingsmeadow, Kingston upon Thames                     |                                                       |
|                         | Paul Robinson 27' Lyle Taylor 27' · Dean Parrett 32' · Dominic Poleon 45+2' 72' Paul Robinson 45+2' · Lyle Taylor 80' Jake Reeves 80' | Reporte |          | Asistencia: 2316 espectadores Árbitro(s): John Brooks | Asistencia: 2316 espectadores Árbitro(s): John Brooks |

| 15 de noviembre de 2016 | (3) Swindon Town      | 1 - 3   | Eastleigh (5)                                                                                   | County Ground, Swindon                                    |                                                           |
|                         | Nathan Delfouneso 79' | Reporte | Jai Reason 16' Scott Wilson 16' · Andy Drury 35' Mikael Mandron 35' · Mikael Mandron 74' (pen.) | Asistencia: 4321 espectadores Árbitro(s): Chris Sarginson | Asistencia: 4321 espectadores Árbitro(s): Chris Sarginson |

| 15 de noviembre de 2016 | (3) Bristol Rovers                                                                                | 4 - 2 (pró.) | Crawley Town (4)                                                              | Memorial Stadium, Brístol                           |                                                     |
|                         | Matt Taylor 34' 102' (pen.) Chris Lines 34' · Rory Gaffney 52' 96' Chris Lines 52' Luke James 96' | Reporte      | Jordan Roberts 45+1' Jimmy Smith 45+1' · Matt Harrold 65' Enzio Boldewijn 65' | Asistencia: 3676 espectadores Árbitro(s): Ben Toner | Asistencia: 3676 espectadores Árbitro(s): Ben Toner |

| 15 de noviembre de 2016 | (4) Crewe Alexandra               | 1 - 4   | Cheltenham Town (4)                                                                                       | Alexandra Stadium, Cheshire                               |                                                           |
|                         | Ryan Lowe 64' Callum Saunders 64' | Reporte | Harry Pell 19' · Jack Barthram 36' Robert Dickie 36' · Billy Waters 52' · Dan Holman 61' Billy Waters 61' | Asistencia: 1711 espectadores Árbitro(s): Seb Stockbridge | Asistencia: 1711 espectadores Árbitro(s): Seb Stockbridge |

| 15 de noviembre de 2016 | (5) Barrow                                                    | 2 - 1   | Taunton Town (8) | Holker Street, Barrow-in-Furness                     |                                                      |
|                         | Jordan Williams 48' · Ryan Yates 75' Shaun Anthony Beeley 75' | Reporte | Ed Palmer 73'    | Asistencia: 1717 espectadores Árbitro(s): Martin Coy | Asistencia: 1717 espectadores Árbitro(s): Martin Coy |

| 15 de noviembre de 2016 | (4) Newport County                                                                                | 4 - 1 (pró.) | Alfreton Town (6)                        | Rodney Parade, Newport                                   |                                                          |
|                         | Rhys Healey 68' · Jordan Green 97' · Josh Sheehan 110' Jordan Green 110' · Jazzi Barnum-Bobb 117' | Reporte      | Adam Priestley 74' Nathan Adam Smith 74' | Asistencia: 1189 espectadores Árbitro(s): Brett Huxtable | Asistencia: 1189 espectadores Árbitro(s): Brett Huxtable |

| 15 de noviembre de 2016 | (3) Rochdale                                 | 2 - 0   | Maidstone United (5) | Spotland Stadium, Rochdale                             |                                                        |
|                         | Steve Davies 14' 22' (pen.) Joe Rafferty 14' | Reporte |                      | Asistencia: 1350 espectadores Árbitro(s): Nigel Miller | Asistencia: 1350 espectadores Árbitro(s): Nigel Miller |

| 15 de noviembre de 2016 | (4) Notts County                                                           | 2 - 0   | Boreham Wood (5) | Meadow Lane Stadium, Nottingham                         |                                                         |
|                         | Jonathan Forte 24' · Aaron Collins 90+5' Stanley Junior Opoku Aborah 90+5' | Reporte |                  | Asistencia: 1762 espectadores Árbitro(s): Richard Clark | Asistencia: 1762 espectadores Árbitro(s): Richard Clark |

| 15 de noviembre de 2016 | (3) Coventry City                                                 | 2 - 1   | Morecambe (4)                     | Ricoh Arena, Coventry                                  |                                                        |
|                         | Marvin Sordell 39' 57' Kyel Romaine Reid 39' Vladimir Gadzhev 57' | Reporte | Dean Winnard 10' Michael Rose 10' | Asistencia: 2175 espectadores Árbitro(s): Mark Haywood | Asistencia: 2175 espectadores Árbitro(s): Mark Haywood |

| 15 de noviembre de 2016 | (3) Fleetwood Town | 4 - 1 (pró.) | Southport (5)                     | Highbury Stadium, Fleetwood                          |                                                      |
|                         | Aaron Amadi-Holloway 34' Devante Cole 34' · Cian Bolger 94' George Glendon 94' · Ashley Hunter 96' Kyle Dempsey 96' · Amari'i Bell 101' Ashley Hunter 101' | Reporte      | Ashley Grimes 87' Callum Howe 87' | Asistencia: 1609 espectadores Árbitro(s): David Webb | Asistencia: 1609 espectadores Árbitro(s): David Webb |

| 16 de noviembre de 2016 | (6) Brackley Town                                                                       | 4 - 3 (pró.) | Gillingham (3)                                                                    | St. James' Park, Northamptonshire                      |                                                        |
|                         | James Armson 17' 26' 105' · Alex Gudger 17' Steve Diggin 26' · Stuart Nelson 96' (a.g.) | Reporte      | Jake Hessenthaler 36' · Scott Wagstaff 67' Rory Donnelly 67' · Cody McDonald 113' | Asistencia: 1654 espectadores Árbitro(s): Robert Jones | Asistencia: 1654 espectadores Árbitro(s): Robert Jones |

| 17 de noviembre de 2016 | (5) Dover Athletic                                     | 2 - 4 (pró.) | Cambridge United (4)                                                                                                 | The Perrys Crabble, Kent                                     |                                                              |
|                         | Ricky Miller 70' Chris Kinnear 70' · Aswad Thomas 102' | Reporte      | Mark Roberts 90+2' · Leon Legge 110' Mark Roberts 110' · Medy Elito 118' · Ben Williamson 120+1' Uche Ikpeazu 120+1' | Asistencia: 1158 espectadores Árbitro(s): Charles Breakspear | Asistencia: 1158 espectadores Árbitro(s): Charles Breakspear |

## Segunda Ronda
Se clasificaron a la Segunda Ronda los 40 clasificados de la Primera Ronda. Los equipos subrayados pasaron a la siguiente ronda.
| 2 de diciembre de 2016 | (5) Macclesfield Town | 0 - 0   | Oxford United (3) | Moss Rose, Macclesfield                                   |                                                           |
|                        |                       | Reporte |                   | Asistencia: 2566 espectadores Árbitro(s): Seb Stockbridge | Asistencia: 2566 espectadores Árbitro(s): Seb Stockbridge |

| 3 de diciembre de 2016 | (3) Chesterfield | 0 - 5   | Wycombe Wanderers (4) | Proact Stadium, Chesterfield |             |
|                        |                  | Reporte |                       | Árbitro(s):                  | Árbitro(s): |

| 3 de diciembre de 2016 | (4) Plymouth Argyle | 0 - 0   | Newport County (4) | Home Park, Plymouth                                   |                                                       |
|                        |                     | Reporte |                    | Asistencia: 5071 espectadores Árbitro(s): John Brooks | Asistencia: 5071 espectadores Árbitro(s): John Brooks |

| 3 de diciembre de 2016 | (4) Blackpool   | 1 - 0   | Brackley Town (6) | Bloomfield Road, Blackpool                           |                                                      |
|                        | Jamille Matt 6' | Reporte |                   | Asistencia: 1764 espectadores Árbitro(s): Ross Joyce | Asistencia: 1764 espectadores Árbitro(s): Ross Joyce |

| 3 de diciembre de 2016 | (4) Luton Town | 6 - 2   | Solihull Moors (5) | Kenilworth Road, Luton |             |
|                        |                | Reporte |                    | Árbitro(s):            | Árbitro(s): |

| 3 de diciembre de 2016 | (5) Sutton United | 2 - 1   | Cheltenham Town (4) | Gander Green Lane, Sutton |             |
|                        |                   | Reporte |                     | Árbitro(s):               | Árbitro(s): |

| 3 de diciembre de 2016 | (3) Shrewsbury Town | 0 - 0   | Fleetwood Town (3) | New Meadow, Shrewsbury                                  |                                                         |
|                        |                     | Reporte |                    | Asistencia: 2886 espectadores Árbitro(s): Trevor Kettle | Asistencia: 2886 espectadores Árbitro(s): Trevor Kettle |

| 3 de diciembre de 2016 | (3) Charlton Athletic | 0 - 0   | Milton Keynes Dons (3) | The Valley, Londres                                      |                                                          |
|                        |                       | Reporte |                        | Asistencia: 4982 espectadores Árbitro(s): Darren England | Asistencia: 4982 espectadores Árbitro(s): Darren England |

| 3 de diciembre de 2016 | (4) Carlisle United | 0 - 2   | Rochdale (3)                                                          | Brunton Park, Carlisle                                 |                                                        |
|                        |                     | Reporte | Steve Davies 48' · Nathaniel Mendez-Laing 90+3' Oliver Rathbone 90+3' | Asistencia: 4426 espectadores Árbitro(s): Mark Haywood | Asistencia: 4426 espectadores Árbitro(s): Mark Haywood |

| 4 de diciembre de 2016 | (6) Curzon Ashton | 3 - 4   | Wimbledon (3) | Tameside Stadium, Lancashire |             |
|                        |                   | Reporte |               | Árbitro(s):                  | Árbitro(s): |

| 4 de diciembre de 2016 | (3) Millwall | 5 - 2   | Braintree Town (5) | Meadow Lane, Nottingham |             |
|                        |              | Reporte |                    | Árbitro(s):             | Árbitro(s): |

| 4 de diciembre de 2016 | (4) Notts County | 2 - 2   | Peterborough United (3) | Meadow Lane, Nottingham |             |
|                        |                  | Reporte |                         | Árbitro(s):             | Árbitro(s): |

| 4 de diciembre de 2016 | (4) Cambridge United | 4 - 0   | Coventry City (3) | Abbey Stadium, Cambridge |             |
|                        |                      | Reporte |                   | Árbitro(s):              | Árbitro(s): |

| 4 de diciembre de 2016 | (3) Bristol Rovers | 1 - 2   | Barrow (5) | Memorial Stadium, Bristol |             |
|                        |                    | Reporte |            | Árbitro(s):               | Árbitro(s): |

| 4 de diciembre de 2016 | (5) Woking | 0 - 3   | Accrington Stanley (4) | Kingfield Stadium, Woking |             |
|                        |            | Reporte |                        | Árbitro(s):               | Árbitro(s): |

| 4 de diciembre de 2016 | (5) Eastleigh | 3 - 3   | Halifax Town (6) | Ten Acres, Eastleigh |             |
|                        |               | Reporte |                  | Árbitro(s):          | Árbitro(s): |

| 4 de diciembre de 2016 | (3) Port Vale | 4 - 0   | Hartlepool United (4) | Ten Acres, Eastleigh |             |
|                        |               | Reporte |                       | Árbitro(s):          | Árbitro(s): |

| 5 de diciembre de 2016 | (5) Lincoln City | 3 - 2   | Oldham Athletic (3) | Sincil Bank Stadium, Lincoln |             |
|                        |                  | Reporte |                     | Árbitro(s):                  | Árbitro(s): |

| 13 de diciembre de 2016 | (7) Stourbridge | 1 - 0   | Northampton Town (3) | War Memorial Athletic Ground, Amblecote |             |
|                         |                 | Reporte |                      | Árbitro(s):                             | Árbitro(s): |

Replays
| 13 de diciembre de 2016 | (3) Oxford United | 3 - 0   | Macclesfield Town (5) | Kassam Stadium, Oxford |             |
|                         |                   | Reporte |                       | Árbitro(s):            | Árbitro(s): |

| 13 de diciembre de 2016 | (3) Fleetwood Town | 3 - 2   | Shrewsbury Town (3) | Highbury Stadium, Fleetwood |             |
|                         |                    | Reporte |                     | Árbitro(s):                 | Árbitro(s): |

| 13 de diciembre de 2016 | (3) Milton Keynes Dons | 3 - 1   | Charlton Athletic (3) | Stadium MK, Milton Keynes |             |
|                         |                        | Reporte |                       | Árbitro(s):               | Árbitro(s): |

| 13 de diciembre de 2016 | (6) Halifax Town | 0 - 2   | Eastleigh (5) | The MBI Shay stadium, Halifax |             |
|                         |                  | Reporte |               | Árbitro(s):                   | Árbitro(s): |

| 20 de diciembre de 2016 | (3) Peterborough United | 2 - 0   | Notts County (4) | ABAX Stadium, Peterborough |             |
|                         |                         | Reporte |                  | Árbitro(s):                | Árbitro(s): |

| 21 de diciembre de 2016 | (4) Newport County | 0 - 1 (pró.) | Plymouth Argyle (4) | Rodney Parade, Newport |             |
|                         |                    | Reporte      |                     | Árbitro(s):            | Árbitro(s): |

## Tercera Ronda
Un total de 64 clubes juegan en la tercera ronda; 20 ganadores de la segunda ronda y 44 equipos de la Premier League y el Football League Championship que entran en esta ronda. El sorteo se celebró el 5 de diciembre de 2016 en la Torre BT y fue transmitido en vivo por BT Sport y BBC Two. Los partidos están programados para jugar durante el fin de semana del 6-9 de enero de 2017.
| 6 de enero de 2017 | (1) West Ham United | 0 - 5   | Manchester City (1)                                                                           | Estadio Olímpico de Londres, Londres |             |
|                    |                     | Reporte | 33' Yayá Touré · 41' Håvard Nordtveit · 43' David Silva · 50' Sergio Agüero · 84' John Stones | Árbitro(s):                          | Árbitro(s): |

| 7 de enero de 2017 | (2) Ipswich Town | 2 - 2   | Lincoln City (5) | Portman Road, Ipswich |             |
|                    |                  | Reporte |                  | Árbitro(s):           | Árbitro(s): |

| 7 de enero de 2017 | (1) Manchester United | 4 - 0   | Reading (2) | Old Trafford, Manchester |             |
|                    |                       | Reporte |             | Árbitro(s):              | Árbitro(s): |

| 7 de enero de 2017 | (1) Hull City | 2 - 0   | Swansea City (1) | KC Stadium, Kingston Upon Hull |             |
|                    |               | Reporte |                  | Árbitro(s):                    | Árbitro(s): |

| 7 de enero de 2017 | (1) Sunderland | 0 - 0   | Burnley (1) | Stadium of Light, Sunderland |             |
|                    |                | Reporte |             | Árbitro(s):                  | Árbitro(s): |

| 7 de enero de 2017 | (2) Queens Park Rangers | 1 - 2   | Blackburn Rovers (2) | Loftus Road, Londres |             |
|                    |                         | Reporte |                      | Árbitro(s):          | Árbitro(s): |

| 7 de enero de 2017 | (2) Brighton & Hove Albion | 2 - 0 | Milton Keynes Dons (3) | Falmer Stadium, Brighton |  |
|                    |                            |       |                        | Árbitro(s):              |  |

| 7 de enero de 2017 | (3) Millwall | 3 - 0   | Bournemouth (1) | The Den, Londres |             |
|                    |              | Reporte |                 | Árbitro(s):      | Árbitro(s): |

| 7 de enero de 2017 | (4) Blackpool | 0 - 0   | Barnsley (2) | Bloomfield Road, Blackpool |             |
|                    |               | Reporte |              | Árbitro(s):                | Árbitro(s): |

| 7 de enero de 2017 | (2) Wigan Athletic | 2 - 0   | Nottingham Forest (2) | DW Stadium, Wigan |             |
|                    |                    | Reporte |                       | Árbitro(s):       | Árbitro(s): |

| 7 de enero de 2017 | (2) Rotherham United | 2 - 3 | Oxford United (3) | New York Stadium, Rotherham |  |
|                    |                      |       |                   | Árbitro(s):                 |  |

| 7 de enero de 2017 | (2) Norwich City | 2 - 2   | Southampton (1) | Carrow Road, Norwich |             |
|                    |                  | Reporte |                 | Árbitro(s):          | Árbitro(s): |

| 7 de enero de 2017 | (5) Barrow | 0 - 2   | Rochdale (3) | Holker Street, Barrow-in-Furness |             |
|                    |            | Reporte |              | Árbitro(s):                      | Árbitro(s): |

| 7 de enero de 2017 | (1) West Bromwich Albion | 1 - 2   | Derby County (2) | The Hawthorns, West Bromwich |             |
|                    |                          | Reporte |                  | Árbitro(s):                  | Árbitro(s): |

| 7 de enero de 2017 | (1) Everton | 1 - 2   | Leicester City (1) | Goodison Park, Liverpool |             |
|                    | Lukaku 63'  | Reporte | 66' 71' Musa       | Árbitro(s):              | Árbitro(s): |

| 7 de enero de 2017 | (4) Wycombe Wanderers | 2 - 1 | Stourbridge (7) | Adams Park, High Wycombe |  |
|                    |                       |       |                 | Árbitro(s):              |  |

| 7 de enero de 2017 | (1) Watford | 2 - 0   | Burton Albion (2) | Vicarage Road, Watford |             |
|                    |             | Reporte |                   | Árbitro(s):            | Árbitro(s): |

| 7 de enero de 2017 | (1) Stoke City | 0 - 2   | Wolverhampton Wanderers (2) | Britannia Stadium, Stoke on Trent |             |
|                    |                | Reporte |                             | Árbitro(s):                       | Árbitro(s): |

| 7 de enero de 2017 | (2) Bristol City | 0 - 0 | Fleetwood Town (3) | Ashton Gate Stadium, Bristol |  |
|                    |                  |       |                    | Árbitro(s):                  |  |

| 7 de enero de 2017 | (2) Huddersfield Town | 4 - 0   | Port Vale (3) | John Smith's Stadium, Huddersfield |             |
|                    |                       | Reporte |               | Árbitro(s):                        | Árbitro(s): |

| 7 de enero de 2017 | (2) Brentford | 5 - 1 | Eastleigh (5) | Griffin Park, Brentford |  |
|                    |               |       |               | Árbitro(s):             |  |

| 7 de enero de 2017 | (2) Birmingham City | 1 - 1   | Newcastle United (2) | St. Andrews Stadium, Birmingham |             |
|                    |                     | Reporte |                      | Árbitro(s):                     | Árbitro(s): |

| 7 de enero de 2017 | (3) Bolton Wanderers | 0 - 0   | Crystal Palace (1) | Estadio Macron, Bolton |             |
|                    |                      | Reporte |                    | Árbitro(s):            | Árbitro(s): |

| 7 de enero de 2017 | (5) Sutton United | 0 - 0   | Wimbledon (3) | Borough Sports Ground, Londres |             |
|                    |                   | Reporte |               | Árbitro(s):                    | Árbitro(s): |

| 7 de enero de 2017 | (4) Accrington Stanley | 2 - 1   | Luton Town (4) | Wham Stadium, Accrington |             |
|                    |                        | Reporte |                | Árbitro(s):              | Árbitro(s): |

| 7 de enero de 2017 | (2) Preston North End | 1 - 2   | Arsenal (1) | Deepdale, Preston |             |
|                    |                       | Reporte |             | Árbitro(s):       | Árbitro(s): |

| 8 de enero de 2017 | (2) Cardiff City | 1 - 2   | Fulham (2) | Cardiff City Stadium, Cardiff |             |
|                    |                  | Reporte |            | Árbitro(s):                   | Árbitro(s): |

| 8 de enero de 2017 | (1) Liverpool | 0 - 0 | Plymouth Argyle (4) | Anfield, Liverpool |  |
|                    |               |       |                     | Árbitro(s):        |  |

| 8 de enero de 2017 | (1) Chelsea | 4 - 1   | Peterborough United (3) | Fulham, Londres |             |
|                    |             | Reporte |                         | Árbitro(s):     | Árbitro(s): |

| 8 de enero de 2017 | (1) Middlesbrough | 3 - 0   | Sheffield Wednesday (2) | Riverside Stadium, Middlesbrough |             |
|                    |                   | Reporte |                         | Árbitro(s):                      | Árbitro(s): |

| 8 de enero de 2017 | (1) Tottenham Hotspur                                                           | 2 - 0   | Aston Villa (2) | White Hart Lane, Londres                             |                                                      |
|                    | Ben Davies 71' Georges-Kévin Nkoudou 71' · Son Heung-Min 80' Moussa Sissoko 80' | Reporte |                 | Asistencia: 31182 espectadores Árbitro(s): Mike Dean | Asistencia: 31182 espectadores Árbitro(s): Mike Dean |

| 9 de enero de 2017 | (4) Cambridge United | 1 - 2   | Leeds United (2) | Abbey Stadium, Cambridge |             |
|                    |                      | Reporte |                  | Árbitro(s):              | Árbitro(s): |

Replays
| 17 de enero de 2017 | (5) Lincoln City | 1 - 0 | Ipswich Town (2) | Sincil Bank Stadium, Lincoln |  |
|                     |                  |       |                  | Árbitro(s):                  |  |

| 17 de enero de 2017 | (1) Burnley | 2 - 0 | Sunderland (1) | Turf Moor, Burnley |  |
|                     |             |       |                | Árbitro(s):        |  |

| 17 de enero de 2017 | (3) Fleetwood Town | 0 - 1 | Bristol City (2) | Highbury Stadium, Fleetwood |  |
|                     |                    |       |                  | Árbitro(s):                 |  |

| 17 de enero de 2017 | (3) Wimbledon | 1 - 3 | Sutton United (5) | The Cherry Red Records Stadium, Londres |  |
|                     |               |       |                   | Árbitro(s):                             |  |

| 17 de enero de 2017 | (1) Crystal Palace | 2 - 1 | Bolton Wanderers (3) | Selhurst Park, Londres |  |
|                     |                    |       |                      | Árbitro(s):            |  |

| 18 de enero de 2017 | (2) Newcastle United | 3 - 1 | Birmingham City (2) | St James' Park, Newcastle upon Tyne |  |
|                     |                      |       |                     | Árbitro(s):                         |  |

| 18 de enero de 2017 | (4) Plymouth Argyle | 0 - 1 | Liverpool (1) | Home Park, Plymouth |  |
|                     |                     |       |               | Árbitro(s):         |  |

| 18 de enero de 2017 | (1) Southampton | 1 - 0 | Norwich City (2) | St Mary's Stadium, Southampton |  |
|                     |                 |       |                  | Árbitro(s):                    |  |

## Cuarta Ronda
Un total de 32 equipos juegan en la cuarta ronda, todos ganadores de la tercera ronda. El sorteo tuvo lugar en la Torre BT el 9 de enero de 2017. La ronda incluye a dos equipos de la conference natioinal que siguen en la competición: Lincoln City y Sutton United. Lincoln y Sutton derrotaron a sus oponentes, quienes estaban en el top cinco del Campeonato de la EFL en ese momento, para asegurar el primero de los 16 últimos partidos con dos equipos restantes, con Lincoln en los últimos 16 por primera vez en 115 Años, y Sutton por primera vez
| 27 de enero de 2017 | (2) Derby County      | 2:2 (2:1) | Leicester City (1)          | Pride Park Stadium, Derby                                    |                                                              |
|                     | Bent 21' · Bryson 40' | Reporte   | 8' Bent (a.g.) · 86' Morgan | Asistencia: 25.079 espectadores Árbitro(s): Mark Clattenburg | Asistencia: 25.079 espectadores Árbitro(s): Mark Clattenburg |

| 28 de enero de 2017 | (1) Liverpool | 1:2 (0:2) | Wolverhampton Wanderers (2) | Anfield, Liverpool                                       |                                                          |
|                     | Origi 86'     | Reporte   | Stearman 1' · Weimann 41'   | Asistencia: 52.469 espectadores Árbitro(s): Craig Pawson | Asistencia: 52.469 espectadores Árbitro(s): Craig Pawson |

| 28 de enero de 2017 | (1) Tottenham Hotspur                               | 4:3 (0:2) | Wycombe Wanderers (4)                   | White Hart Lane, Londres                               |                                                        |
|                     | Son 60' 90+7' · Vincent Janssen 64' · Dele Alli 89' | Reporte   | Paul Hayes 23' 36' · Garry Thompson 83' | Asistencia: 31.440 espectadores Árbitro(s): Roger East | Asistencia: 31.440 espectadores Árbitro(s): Roger East |

| 28 de enero de 2017 | (3) Oxford United                                    | 3:0 (0:0) | Newcastle United (2) | Kassam Stadium, Oxford                                  |                                                         |
|                     | Hemmings 46' · Curtis Nelson 79' · Toni Martínez 87' | Reporte   |                      | Asistencia: 11.810 espectadores Árbitro(s): David Coote | Asistencia: 11.810 espectadores Árbitro(s): David Coote |

| 28 de enero de 2017 | (5) Lincoln City                             | 3:1 (0:1) | Brighton & Hove Albion (2) | Sincil Bank Stadium, Lincoln                           |                                                        |
|                     | Power 57' · Tomori 62' (a.g.) · Robinson 85' | Reporte   | Towell 24'                 | Asistencia: 9.469 espectadores Árbitro(s): Andy Madley | Asistencia: 9.469 espectadores Árbitro(s): Andy Madley |

| 28 de enero de 2017 | (1) Chelsea                                            | 4:0 (2:0) | Brentford (2) | Stamford Bridge, Londres                                   |                                                            |
|                     | Willian 14' · Pedro 21' · Ivanović 69' · Batshuayi 81' | Reporte   |               | Asistencia: 41.042 espectadores Árbitro(s): Michael Oliver | Asistencia: 41.042 espectadores Árbitro(s): Michael Oliver |

| 28 de enero de 2017 | (3) Rochdale | 0:4 (0:1) | Huddersfield Town (2)                    | Spotland Stadium, Rochdale                                 |                                                            |
|                     |              | Reporte   | Quaner 42' · Brown 66' · Hefele 72', 84' | Asistencia: 7.431 espectadores Árbitro(s): Oliver Langford | Asistencia: 7.431 espectadores Árbitro(s): Oliver Langford |

| 28 de enero de 2017 | (1) Burnley            | 2:0 (1:0) | Bristol City (2) | Turf Moor, Burnley                                         |                                                            |
|                     | Vokes 45' · Defour 68' | Reporte   |                  | Asistencia: 14.921 espectadores Árbitro(s): Andre Marriner | Asistencia: 14.921 espectadores Árbitro(s): Andre Marriner |

| 28 de enero de 2017 | (2) Blackburn Rovers       | 2:0 (2:0) | Blackpool (4) | Ewood Park, Blackburn                                   |                                                         |
|                     | Gallagher 9' · Bennett 22' | Reporte   |               | Asistencia: 9.327 espectadores Árbitro(s): Peter Bankes | Asistencia: 9.327 espectadores Árbitro(s): Peter Bankes |

| 28 de enero de 2017 | (1) Middlesbrough | 1:0 (0:0) | Accrington Stanley (4) | Riverside Stadium, Middlesbrough                           |                                                            |
|                     | Downing 69'       | Reporte   |                        | Asistencia: 24.040 espectadores Árbitro(s): Anthony Taylor | Asistencia: 24.040 espectadores Árbitro(s): Anthony Taylor |

| 28 de enero de 2017 | (1) Crystal Palace | 0:3 (0:1) | Manchester City (1)                        | Selhurst Park, Londres                                 |                                                        |
|                     |                    | Reporte   | Sterling 43' · Sané 71' · Yaya Touré 90+3' | Asistencia: 13.979 espectadores Árbitro(s): Mike Jones | Asistencia: 13.979 espectadores Árbitro(s): Mike Jones |

| 28 de enero de 2017 | (1) Southampton | 0:5 (0:3) | Arsenal (1)                              | St Mary's Stadium, Southampton                           |                                                          |
|                     |                 | Reporte   | Welbeck 15', 22' · Walcott 35', 69', 84' | Asistencia: 31.288 espectadores Árbitro(s): Kevin Friend | Asistencia: 31.288 espectadores Árbitro(s): Kevin Friend |

| 29 de enero de 2017 | (3) Millwall | 1:0 (0:0) | Watford (1) | The Den, Londres                                           |                                                            |
|                     | Morison 85'  | Reporte   |             | Asistencia: 9.772 espectadores Árbitro(s): Martin Atkinson | Asistencia: 9.772 espectadores Árbitro(s): Martin Atkinson |

| 29 de enero de 2017 | (2) Fulham                                                  | 4:1 (1:0) | Hull City (1) | Craven Cottage, Londres                                  |                                                          |
|                     | Aluko 17' · Chris Martin 54' · Sessegnon 66' · Johansen 78' | Reporte   | Evandro 49'   | Asistencia: 15.143 espectadores Árbitro(s): Paul Tierney | Asistencia: 15.143 espectadores Árbitro(s): Paul Tierney |

| 29 de enero de 2017 | (5) Sutton United | 1:0 (0:0) | Leeds United (2) | Borough Sports Ground, Londres                            |                                                           |
|                     | Collins 53'       | Reporte   |                  | Asistencia: 4.997 espectadores Árbitro(s): Stuart Attwell | Asistencia: 4.997 espectadores Árbitro(s): Stuart Attwell |

| 29 de enero de 2017 | (1) Manchester United                                             | 4:0 (1:0) | Wigan Athletic (2) | Old Trafford, Manchester                                   |                                                            |
|                     | Fellaini 44' · Smalling 57' · Mkhitaryan 74' · Schweinsteiger 81' | Reporte   |                    | Asistencia: 75.229 espectadores Árbitro(s): Neil Swarbrick | Asistencia: 75.229 espectadores Árbitro(s): Neil Swarbrick |

Replays
| 8 de febrero de 2017 | (1) Leicester City               | 3:1 (0:0; 1:1; 3:1) | Derby County (2)  | King Power Stadium, Leicester                          |                                                        |
|                      | King 46' · Ndidi 94' · Gray 114' | Reporte             | Abdoul Camara 61' | Asistencia: 31.648 espectadores Árbitro(s): Mike Jones | Asistencia: 31.648 espectadores Árbitro(s): Mike Jones |

## Quinta Ronda
Un total de 16 clubes jugaron en la quinta ronda, todos los ganadores de la cuarta ronda. El sorteo se celebró el 30 de enero de 2017 y los partidos están programados para ser jugados durante el fin de semana del 18 al 20 de febrero de 2017. En esta ronda todavía siguen con vida los dos equipos de la Conference National que siguen en la competición: Lincoln City y Sutton United, pasando ambos equipos a esta ronda por replay. 
| 18 de febrero de 2017 | (1) Burnley | 0:1 (0:0) | Lincoln City (5) | Turf Moor, Burnley                                       |                                                          |
|                       |             | Reporte   | Raggett 89'      | Asistencia: 19,185 espectadores Árbitro(s): Graham Scott | Asistencia: 19,185 espectadores Árbitro(s): Graham Scott |

| 18 de febrero de 2017 | (1) Middlesbrough                         | 3:2 (2:0) | Oxford United (3)          | Estadio de Riverside, Middlesbrough                        |                                                            |
|                       | Leadbitter 27' · Gestede 34' · Stuani 86' | Reporte   | Maguire 64' · Martínez 65' | Asistencia: 28,198 espectadores Árbitro(s): Andre Marriner | Asistencia: 28,198 espectadores Árbitro(s): Andre Marriner |

| 18 de febrero de 2017 | (2) Huddersfield Town | 0:0     | Manchester City (1) | The John Smith's Stadium, Huddersfield                  |                                                         |
|                       |                       | Reporte |                     | Asistencia: 24,129 espectadores Árbitro(s): Andy Taylor | Asistencia: 24,129 espectadores Árbitro(s): Andy Taylor |

| 18 de febrero de 2017 | (3) Millwall | 1:0 (0:0) | Leicester City (1) | The Den, Londres                                         |                                                          |
|                       | Cummings 90' | Reporte   |                    | Asistencia: 18,012 espectadores Árbitro(s): Craig Pawson | Asistencia: 18,012 espectadores Árbitro(s): Craig Pawson |

| 18 de febrero de 2017 | (2) Wolverhampton Wanderers | 0:2 (0:0) | Chelsea (1)                 | Molineux Stadium, Wolverhampton                           |                                                           |
|                       |                             | Reporte   | Pedro 64' · Diego Costa 89' | Asistencia: 30,193 espectadores Árbitro(s): Jonathan Moss | Asistencia: 30,193 espectadores Árbitro(s): Jonathan Moss |

| 19 de febrero de 2017 | (2) Fulham | 0:3 (0:1) | Tottenham Hotspur (1) | Craven Cottage, Londres                                   |                                                           |
|                       |            | Reporte   | Kane 16' 51' 73'      | Asistencia: 22,557 espectadores Árbitro(s): Robert Madley | Asistencia: 22,557 espectadores Árbitro(s): Robert Madley |

| 19 de febrero de 2017 | (2) Blackburn Rovers | 1:2 (1:1) | Manchester United (1)          | Ewood Park, Blackburn                                       |                                                             |
|                       | Graham 17'           | Reporte   | Rashford 27' · Ibrahimović 75' | Asistencia: 23,130 espectadores Árbitro(s): Martin Atkinson | Asistencia: 23,130 espectadores Árbitro(s): Martin Atkinson |

| 20 de febrero de 2017 | (5) Sutton United | 0:2 (0:1) | Arsenal (1)             | The Borough Sports Ground, Londres                        |                                                           |
|                       |                   | Reporte   | Pérez 26' · Walcott 55' | Asistencia: 5,013 espectadores Árbitro(s): Michael Oliver | Asistencia: 5,013 espectadores Árbitro(s): Michael Oliver |

Replays
| 1 de marzo de 2017 | (1) Manchester City                                       | 5:1 (3:1) | Huddersfield Town (2) | Etihad Stadium, Manchester                               |                                                          |
|                    | Sané 30' · Agüero 35' 73' · Zabaleta 38' · Iheanacho 90+1 | Reporte   | 7' Bunn               | Asistencia: 42,425 espectadores Árbitro(s): Paul Tierney | Asistencia: 42,425 espectadores Árbitro(s): Paul Tierney |

## Cuartos de final
Un total de 8 clubes jugarán la sexta ronda, todos los ganadores de la quinta ronda. El sorteo se llevó a cabo el 19 de febrero de 2017 en Ewood Park, casa de Blackburn Rovers F.C., inmediatamente después del encuentro entre Blackburn Rovers vs Manchester United, y fue transmitido en vivo por BT Sport. Los partidos están programados para ser jugados durante el fin de semana del 10 al 13 de marzo de 2017. La ronda incluye a Lincoln City de la Conference national, que se convirtió en el primer club de "non-league" en alcanzar los cuartos de final desde 1914.
| 11 de marzo de 2017 | (1) Middlesbrough | 0:2 (0:1) | Manchester City (1)         | Estadio de Riverside, Middlesbrough                   |                                                       |
|                     |                   | Reporte   | David Silva 3' · Agüero 67' | Asistencia: 32,228 espectadores Árbitro(s): Mike Dean | Asistencia: 32,228 espectadores Árbitro(s): Mike Dean |

| 11 de marzo de 2017 | (1) Arsenal                                                                     | 5:0 (1:0) | Lincoln City (5) | Emirates Stadium, Londres                                  |                                                            |
|                     | Walcott 45+1' · Giroud 53' · Waterfall 58' (a.g.) · A. Sánchez 72' · Ramsey 75' | Reporte   |                  | Asistencia: 59,454 espectadores Árbitro(s): Anthony Taylor | Asistencia: 59,454 espectadores Árbitro(s): Anthony Taylor |

| 12 de marzo de 2017 | (1) Tottenham Hotspur                                              | 6:0 (2:0) | Millwall (3) | White Hart Lane, Londres                                    |                                                             |
|                     | Eriksen 31' · Son Heung-Min 41' 54' 90+2' · Alli 72' · Janssen 79' | Reporte   |              | Asistencia: 31,137 espectadores Árbitro(s): Martin Atkinson | Asistencia: 31,137 espectadores Árbitro(s): Martin Atkinson |

| 13 de marzo de 2017 | (1) Chelsea | 1:0 (0:0) | Manchester United (1) | Stamford Bridge, Londres                                   |                                                            |
|                     | Kanté 51'   | Reporte   |                       | Asistencia: 40,801 espectadores Árbitro(s): Michael Oliver | Asistencia: 40,801 espectadores Árbitro(s): Michael Oliver |

## Semifinales
El sorteo de las semifinales tuvieron lugar en Stamford Bridge el 13 de marzo tras la eliminatoria de cuartos de final entre el Chelsea y el Manchester United. Las semifinales se disputarán en el Estadio de Wembley el 22 y 23 de abril de 2017.
| 22 de abril de 2017 | (1) Chelsea                              | 4:2 (2:1) | Tottenham Hotspur (1) | Estadio de Wembley, Londres                                 |                                                             |
|                     | Willian 5', 43' · Hazard 75' · Matić 80' | Reporte   | Kane 18' · Alli 52'   | Asistencia: 86.355 espectadores Árbitro(s): Martin Atkinson | Asistencia: 86.355 espectadores Árbitro(s): Martin Atkinson |

| 23 de abril de 2017 | (1) Arsenal                   | 2:1 (1:1, 0:0) (t. s.) | Manchester City (1) | Estadio de Wembley, Londres                              |                                                          |
|                     | Monreal 71' · A. Sánchez 101' | Reporte                | 62' Agüero          | Asistencia: 85.725 espectadores Árbitro(s): Craig Pawson | Asistencia: 85.725 espectadores Árbitro(s): Craig Pawson |

## Final
| 27 de mayo de 2017 | (1) Arsenal                | 2:1 (1:0) | Chelsea (1)     | Estadio de Wembley, Londres                                |                                                            |
|                    | A. Sánchez 4' · Ramsey 79' | Reporte   | Diego Costa 76' | Asistencia: 89,472 espectadores Árbitro(s): Anthony Taylor | Asistencia: 89,472 espectadores Árbitro(s): Anthony Taylor |

| 13         | POR        | David Ospina            |       |
| 16         | DEF        | Rob Holding             |       |
| 4          | DEF        | Per Mertesacker         |       |
| 18         | DEF        | Nacho Monreal           |       |
| 24         | MED        | Héctor Bellerín         |       |
| 8          | MED        | Aaron Ramsey            |       |
| 29         | MED        | Granit Xhaka            |       |
| 15         | MED        | Alex Oxlade-Chamberlain | 83'   |
| 11         | MED        | Mesut Özil              |       |
| 7          | DEL        | Alexis Sánchez          | 90+3' |
| 23         | DEL        | Danny Welbeck           | 78'   |
| Entrenador | Entrenador | Arsène Wenger           |       |

| 13         | POR        | Thibaut Courtois  |     |
| 24         | DEF        | Gary Cahill       |     |
| 30         | DEF        | David Luiz        |     |
| 28         | DEF        | César Azpilicueta |     |
| 3          | DEF        | Marcos Alonso     |     |
| 15         | MED        | Victor Moses      |     |
| 21         | MED        | Nemanja Matić     | 61' |
| 7          | MED        | N'Golo Kanté      |     |
| 10         | DEL        | Eden Hazard       |     |
| 11         | DEL        | Pedro             | 72' |
| 19         | DEL        | Diego Costa       | 88' |
| Entrenador | Entrenador | Antonio Conte     |     |

| 12 | DEL | Olivier Giroud   | 78'   |
| 34 | MED | Francis Coquelin | 83'   |
| 35 | MED | Mohamed Elneny   | 90+3' |

| 4  | MED | Cesc Fàbregas   | 61' |
| 22 | DEL | Willian         | 72' |
| 23 | DEL | Michy Batshuayi | 88' |

| Anotado | 4'  | Alexis Sánchez | 1–0 |
| Anotado | 79' | Aaron Ramsey   | 2–1 |

| Anotado | 76' | Diego Costa | 1–1 |

| Amonestado | 9'  | Aaron Ramsey     |
| Amonestado | 53' | Rob Holding      |
| Amonestado | 81' | Granit Xhaka     |
| Amonestado | 83' | Francis Coquelin |

| Amonestado | 57' | Victor Moses |
| Amonestado | 59' | N'Golo Kanté |

| Expulsado | 68' | Victor Moses |

| Árbitro             | Anthony Taylor |
| Árbitros asistentes | Gary Beswick   |
| Árbitros asistentes | Marc Perry     |
| Cuarto árbitro      | Robert Madley  |

| 13         | POR        | David Ospina            |       |
| 16         | DEF        | Rob Holding             |       |
| 4          | DEF        | Per Mertesacker         |       |
| 18         | DEF        | Nacho Monreal           |       |
| 24         | MED        | Héctor Bellerín         |       |
| 8          | MED        | Aaron Ramsey            |       |
| 29         | MED        | Granit Xhaka            |       |
| 15         | MED        | Alex Oxlade-Chamberlain | 83'   |
| 11         | MED        | Mesut Özil              |       |
| 7          | DEL        | Alexis Sánchez          | 90+3' |
| 23         | DEL        | Danny Welbeck           | 78'   |
| Entrenador | Entrenador | Arsène Wenger           |       |

| 13         | POR        | Thibaut Courtois  |     |
| 24         | DEF        | Gary Cahill       |     |
| 30         | DEF        | David Luiz        |     |
| 28         | DEF        | César Azpilicueta |     |
| 3          | DEF        | Marcos Alonso     |     |
| 15         | MED        | Victor Moses      |     |
| 21         | MED        | Nemanja Matić     | 61' |
| 7          | MED        | N'Golo Kanté      |     |
| 10         | DEL        | Eden Hazard       |     |
| 11         | DEL        | Pedro             | 72' |
| 19         | DEL        | Diego Costa       | 88' |
| Entrenador | Entrenador | Antonio Conte     |     |

| 12 | DEL | Olivier Giroud   | 78'   |
| 34 | MED | Francis Coquelin | 83'   |
| 35 | MED | Mohamed Elneny   | 90+3' |

| 4  | MED | Cesc Fàbregas   | 61' |
| 22 | DEL | Willian         | 72' |
| 23 | DEL | Michy Batshuayi | 88' |

| Anotado | 4'  | Alexis Sánchez | 1–0 |
| Anotado | 79' | Aaron Ramsey   | 2–1 |

| Anotado | 76' | Diego Costa | 1–1 |

| Amonestado | 9'  | Aaron Ramsey     |
| Amonestado | 53' | Rob Holding      |
| Amonestado | 81' | Granit Xhaka     |
| Amonestado | 83' | Francis Coquelin |

| Amonestado | 57' | Victor Moses |
| Amonestado | 59' | N'Golo Kanté |

| Expulsado | 68' | Victor Moses |

| Árbitro             | Anthony Taylor |
| Árbitros asistentes | Gary Beswick   |
| Árbitros asistentes | Marc Perry     |
| Cuarto árbitro      | Robert Madley  |

|                       |
| Bandera de Inglaterra |
| Campeón               |
| Arsenal               |
| 13º título            |